# U Pana Boga za miedzą
U Pana Boga za miedzą – polski film fabularny z 2009 w reżyserii Jacka Bromskiego, trzecia część tetralogii filmowej mieszczącej również U Pana Boga za piecem, U Pana Boga w ogródku i U Pana Boga w Królowym Moście.
Plenery: Królowy Most, Supraśl, Tykocin, Sokółka, Gdynia.
W ciągu 6 tygodni emisji w polskich kinach osiągnął 4.566.867 zł ze sprzedaży biletów.

## Obsada
- Krzysztof Dzierma jako ksiądz Antoni, proboszcz w Królowym Moście
- Andrzej Zaborski jako Henryk, komendant policji w Królowym Moście
- Wojciech Solarz jako Marian Cielęcki
- Piotr Dąbrowski  jako Gawryluk, redaktor naczelny ,,Gońca Podlaskiego"
- Emilian Kamiński jako Jerzy Bocian (dawniej: Józef Czapla „Żuraw”)
- Artur Krajewski jako Sławek, kierowca i zięć burmistrza
- Małgorzata Sadowska jako Halinka Bocian
- Marcin Jędrzejewski jako Wiesiek zięć burmistrza.
- Grzegorz Heromiński jako Staś Niemotko „Amerykan”
- Ignacy Lewandowski jako kościelny Józef
- Agnieszka Kotlarska jako Marina Chmiel
- Mieczysław Fiodorow jako Mieczysław, burmistrz Królowego Mostu
- Katarzyna Śmiechowicz jako Ludmiła
- Agata Kryska-Ziętek jako Luśka Cielęcka, córka komendanta
- Eliza Krasicka jako Jadźka, żona komendanta
- Alicja Bach jako Ratajowa, gospodyni księdza proboszcza
- Jacek Bromski jako ojciec Mariny Chmiel
- Dobromir Dymecki jako Witaszek
- Barbara Torzewska jako Dzidka, sekretarka burmistrza
- Jan Wieczorkowski jako Witek organista
- Maria Mamona jako matka Mariana Cielęckiego
- Ryszard Doliński jako Śliwiak, właściciel dyskoteki „Panderoza”
- Piotr Damulewicz jako pop Wasyl
- Władimir Abramuszkin jako „Gruzin”
- Grzegorz Borek jako „Sierota” człowiek Gruzina
- Przemysław Modliszewski jako „Zimny” człowiek Gruzina
- Adam Zieleniecki jako Adam, policjant w Królowym Moście
- Adam Dzienis jako Rysiek, policjant w Królowym Moście

## Fabuła

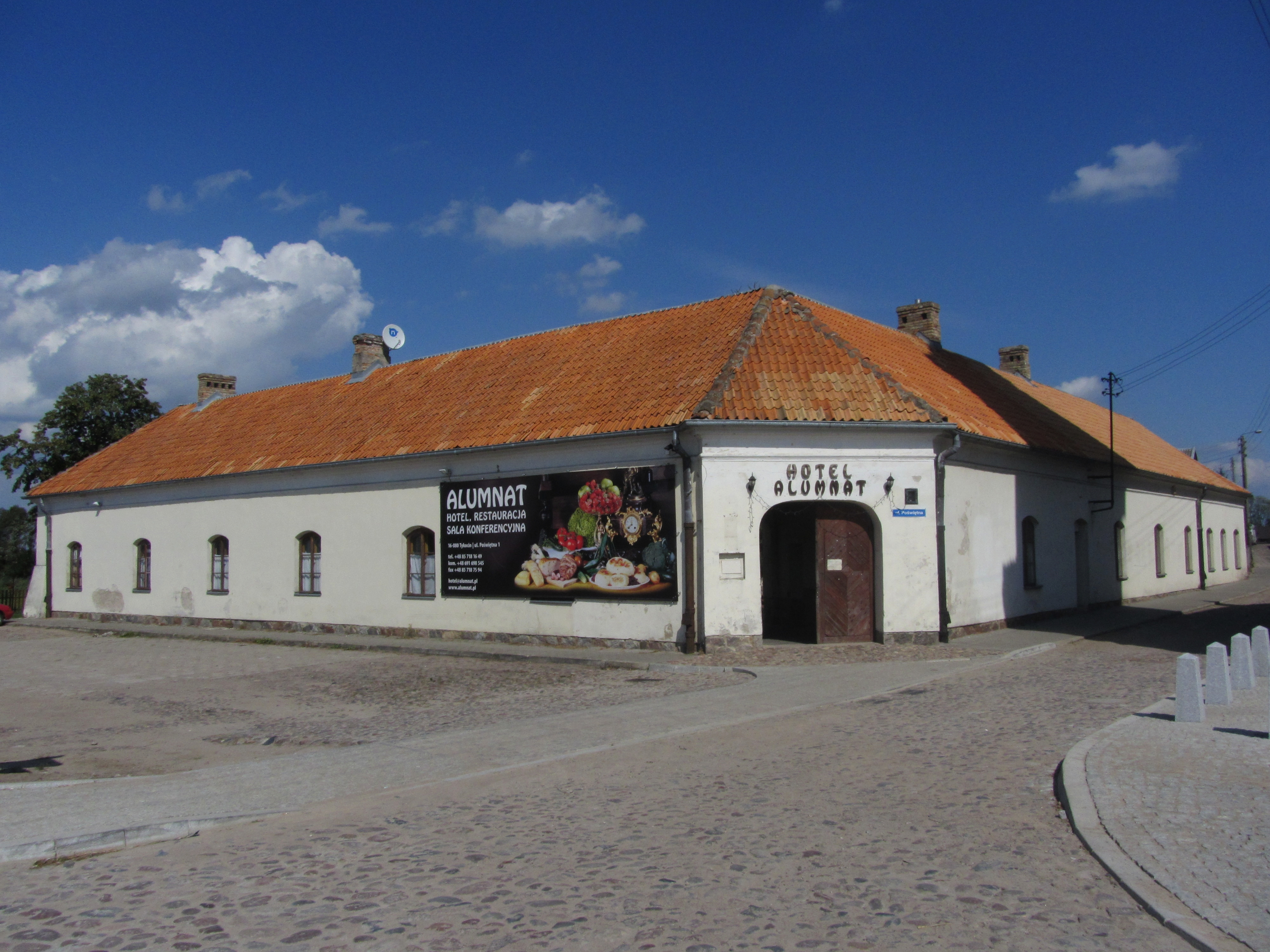
Filmowa gospoda zlokalizowana w Tykocinie, w której pracuje Halinka Bocian

Do Królowego Mostu wraca z USA Staś (Grzegorz Heromiński), który stara się zadomowić w miejscowości. Wykorzystuje swoje doświadczenie, jakie zdobył będąc za granicą pracując przez 10 lat jako przedstawiciel handlowy i stara się pomóc Śliwiakowi (Ryszard Doliński), który za wszelką cenę chce w zbliżających się wyborach zostać burmistrzem Królowego Mostu. Z biegiem czasu pojawiają się jego przeciwnicy, którzy niszczą plakaty ponaklejane na ścianach i podpalają budynek dyskoteki "Panderoza", w wyniku czego Śliwiak ściąga do miasteczka Gruzina (Władimir Abramuszkin), który od lat owiany był złą sławą i został dawno wypędzony. Sytuacja w szybkim czasie wymyka się spod kontroli i ani były gangster "Bocian" (Emilian Kamiński), ani policja, ani nawet sam Śliwiak nie radzi sobie z Gruzinem, który czuje się coraz pewniej i bardziej bezkarnie. Ostatecznie "Bocian" (za zgodą księdza) bierze sprawy w swoje ręce, wypowiadając bandytom wojnę, którą wygrywa i wypędza ich z miasta. W ramach podziękowania ksiądz (Krzysztof Dzierma) z ambony proponuje, by "Bocian" (dawny kryminalista) wysunął swoją kandydaturę na burmistrza, co nie wszystkim się podoba.